# Jablunkauer Bergland
Das Jablunkauer Bergland, auch Jablunkauer Zwischengebirge (tschechisch Jablunkovské mezihoří; slowakisch Jablunkovské medzihorie; polnisch Międzygórze Jabłonkowskie) ist ein Gebirgszug der Westbeskiden in der Slowakei, Tschechien und Polen.

## Geographie
Das Jablunkauer Bergland befindet sich im Dreiländereck zwischen Polen, Tschechien und der Slowakei.

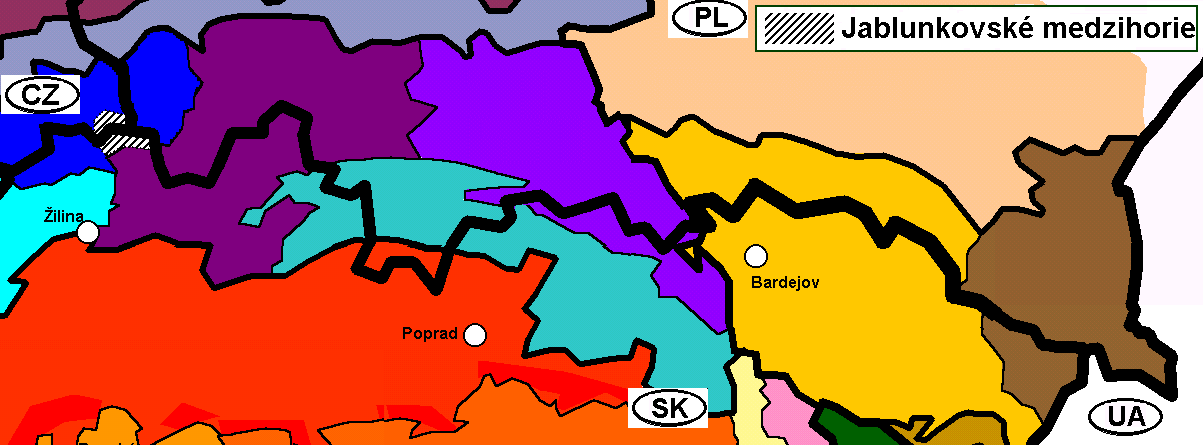
Das Jablunkauer Bergland innerhalb der Geomorphologischen Einteilung Tschechiens und der Slowakei

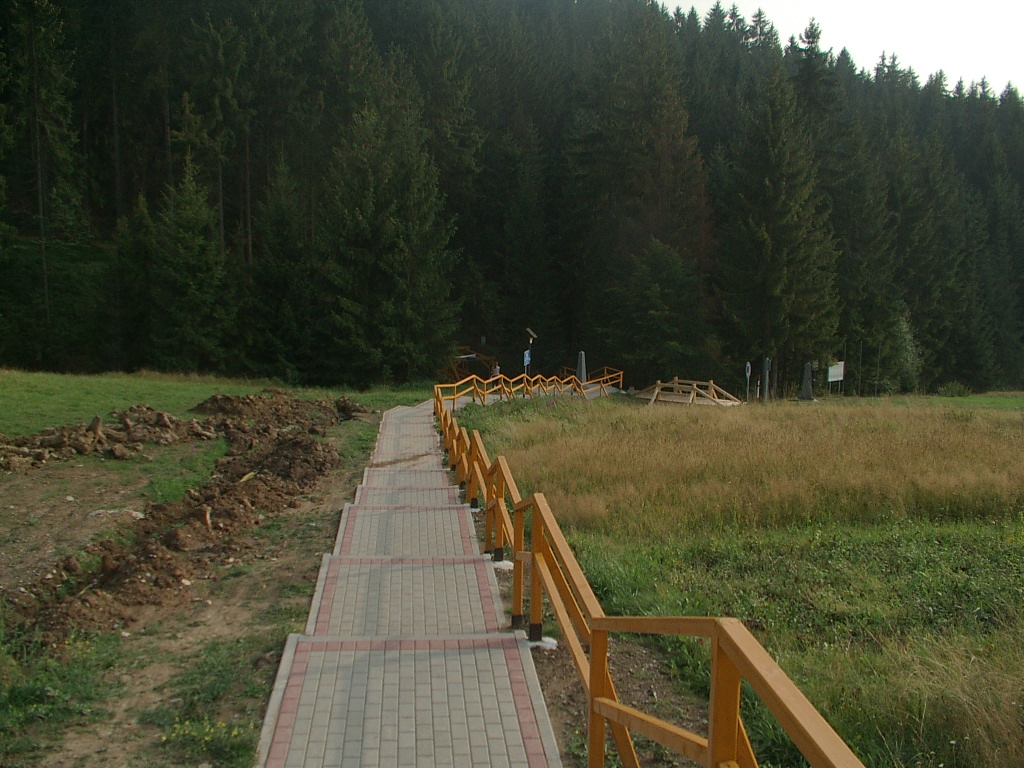
Dreiländereck bei Hrčava

Nach Norden grenzt es, getrennt durch das Tal der Olsa, an die Schlesischen Beskiden. Östlich und südlich schließen sich die Saybuscher Beskiden an. Südwestlich geht das Bergland in das Bergland Turzovská vrchovina und westlich in die Mährisch-Schlesischen Beskiden über. Nach Nordwesten liegt die von der Olsa durchflossene Jablunkauer Furche (Jablunkovská brázda).
Das überwiegend bewaldete Gebirge liegt überwiegend auf slowakischem Territorium. Der höchste Berg ist mit 845 m die Kikula an der Grenze zu Polen. Der tschechische Anteil beträgt 26 km². Höchste Erhebung hier ist mit 840 m die Gírová. Das Gebirge setzt sich nach Polen fort, wird dort aber nicht als eigenständige geomorphologische Einheit, sondern als nicht näher definierter Teil der Schlesischen Beskiden angesehen.
Bedeutendste Orte sind Čadca und Jablunkov. 
Das Jablunkauer Bergland wird nach Norden durch die Lomná und Olsa sowie nach Nordosten durch die Soła entwässert. Südlich fließen die Čierňanka und ihre Zuflüsse Čierny potok, Markov potok, Šľahorov potok, Milošovský potok der Kysuca zu.
Durch das von höheren Beskidenzügen umgebene Zwischengebirge führte seit dem Mittelalter eine alte Handelsstraße über den Jablunkapass von Schlesien nach Ungarn. Dies nutzte auch die Kaschau-Oderberger Bahn für den Bau ihrer 1871 fertiggestellten Eisenbahnstrecke von Čadca nach Jablunkov. 